# Gloria Kotnik
Gloria Kotnik (* 1. Juni 1989 in Slovenj Gradec, SR Slowenien, SFR Jugoslawien) ist eine slowenische Snowboarderin. Sie startet in den Paralleldisziplinen Slalom und Riesenslalom.

## Karriere
Sie nahm an den Olympischen Winterspielen 2010 in Vancouver teil, wo sie im Parallel-Riesenslalom den 27. Platz belegte. Bei den Olympischen Winterspielen 2014 in Sotschi wurde sie 24. im Parallel-Riesenslalom. Bei den Olympischen Winterspielen 2022 in Peking gewann sie eine Bronzemedaille im Parallel-Riesenslalom der Damen. Dies war auch ihr erstes Podium in ihrer Karriere, ihre besten Ergebnisse im Weltcup vor den Olympischen Spielen 2022 waren drei vierte Plätze.

## Erfolge Snowboard

### Olympische Winterspiele
| Datum            | Ort         | Land     | Disziplin             | Platz |
| ---------------- | ----------- | -------- | --------------------- | ----- |
| 26. Februar 2010 | Vancouver   | Kanada   | Parallel-Riesenslalom | 27.   |
| 19. Februar 2014 | Sotschi     | Russland | Parallel-Riesenslalom | 24.   |
| 19. Februar 2014 | Sotschi     | Russland | Parallel-Slalom       | 23.   |
| 24. Februar 2018 | Pyeongchang | Südkorea | Parallel-Riesenslalom | 15.   |
| 8. Februar 2022  | Peking      | China    | Parallel-Riesenslalom | 3.    |

### Weltmeisterschaften
- Arosa 2007: 34. Parallel-Riesenslalom, 41. Parallelslalom
- Gangwon 2009: 21. Parallelslalom, 30. Parallel-Riesenslalom
- La Molina 2011: 23. Parallel-Riesenslalom, 23. Parallelslalom
- Stoneham 2013: 22. Parallelslalom, 33. Parallel-Riesenslalom
- Kreischberg 2015: 24. Parallelslalom, 32. Parallel-Riesenslalom
- Sierra Nevada 2017: 22. Parallelslalom, 28. Parallel-Riesenslalom
- Park City 2019: 31. Parallel-Riesenslalom, 31. Parallelslalom
- Bakuriani 2023: 13. Platz Parallelslalom Team, 17. Platz Parallel-Riesenslalom, 19. Platz Parallelslalom
- Engadin 2025: 15. Platz Parallel-Team, 23. Platz Parallel-Riesenslalom, 32. Platz Parallelslalom

## Persönliches
Sie studierte Management an der Universität von Primorska. Im Januar 2021 brachte sie ihren Sohn, Maj, zur Welt.